# Valleilijn
De Valleilijn was in de periode 2006-2023 de naam voor de spoorlijn Amersfoort - Ede-Wageningen, in de volksmond ook wel de Kippenlijn genoemd. De lijn viel onder de verantwoordelijkheid van de provincie Gelderland.
Oorspronkelijk maakte een hoogfrequente busverbinding tussen Wageningen en Ede onderdeel uit van de constructie van de Valleilijn, die samen met de treindienst als één HOV-traject tussen Amersfoort en Wageningen werd gepresenteerd. De Valleilijn is op 10 december 2006 van start gegaan. Treinen, bussen en bushaltes hadden een gezamenlijke huisstijl. Sinds 13 december 2020 bestond de Valleilijn alleen als treindienst, die op 10 december 2023 is overgenomen door Keolis. De merknaam Valleilijn kwam daarmee te vervallen en werd vervangen door de merknaam RRReis.

## Opdeling
Hoewel de Valleilijn als één traject werd gepresenteerd, moesten passagiers voor een reis tussen Amersfoort en Wageningen op station Ede-Wageningen overstappen van de trein op de bus. Er waren twee vervoerders: de treindienst was na een openbare aanbesteding gegund aan Connexxion, de busdienst was onderdeel van de concessie Veluwe die werd uitgevoerd door Syntus Gelderland. Nadat het bustraject onderdeel werd van ComfortRRReis, werd deze opdeling opgeheven. De overstap van trein op bus (en vice versa) bleef bestaan.

## Trein
Voor het project had de provincie Gelderland de intentie gehad om de bestaande lijn Amersfoort Centraal - Ede-Wageningen (het voormalige Kippenlijntje) te verbeteren. Van de oorspronkelijke 57 overwegen waren er meer beveiligd met AHOB of was de beveiliging verbeterd. Een aantal overwegen werd gesloten. Station Hoevelaken werd op 9 december 2012 geopend. Op station Ede-Wageningen was het perron langs spoor 1 verlengd, zodat treinen uit de richtingen Arnhem en Amersfoort gelijktijdig konden keren. Bij station Barneveld Noord was in april 2006 een transferium geopend. Onder meer hierom werd de lijn openbaar aanbesteed. De exploitatie ging over van de NS naar Connexxion, dat hiervoor nieuwe treinstellen kocht. De concessie ging in op 10 december 2006 en had een oorspronkelijke looptijd van 15 jaar.
Connexxion reed eerst met vijf van NS Financial Services Company geleasede treinstellen Plan V (836–840). Deze werden afgelost door vijf tweedelige Protos-treinstellen (5031–5035), aangeschaft bij het Duitse Fahrzeugtechnik Dessau. Door de vertraagde levering en de regelmatige uitval in de eerste maanden van de inzet legde de provincie Gelderland Connexxion boetes op van € 160.000 en € 180.000. Het prototype Protos-treinstel, dat op het opstelterrein Amersfoort Bokkeduinen stond, werd naar de fabriek in Dessau teruggebracht om omgebouwd te worden voor de inzet als treinstel 5036 door Connexxion. Dit stel is echter nooit teruggekeerd wegens faillissement van de fabrikant. In verband met het verstrijken van de revisietermijn van treinstel 867 reed sinds 16 december 2011 Plan V-treinstel 919 op de Valleilijn. In het voorjaar van 2013 werd dit treinstel vervangen door een nieuw GTW-treinstel (5037), geleverd door Stadler Rail. Omdat dit GTW-treinstel per 11 december 2016 naar Arriva overging ter vervanging van de beschadigde 520, werden er 2 FLIRTs besteld en reden er in de tussentijd tijdelijk twee Hermes GTW's op de Valleilijn. Deze werden op 2 februari 2018 afgelost door twee FLIRTs (5038 en 5039).
Alle treinstellen op de Valleilijn waren uitgerust met camera's om vandalisme en onveilige situaties tegen te gaan. Ook was er regelmatig een team Service & Veiligheid tijdens de rit aanwezig. In onveilige situaties kon de reiziger via de intercom bij de deuren contact opnemen met de machinist. Connexxion bood draadloos internet in de trein aan.
Op 14 december 2008 werd de pendeldienst tussen Amersfoort en station Barneveld Noord verlengd tot station Barneveld Centrum. De aanpassing van de beveiliging die hiervoor noodzakelijk was, werd voor een groot deel betaald uit de eerder aan Connexxion opgelegde boetes. Vanaf 2 februari 2015 werd de pendeldienst verder verlengd tot station Barneveld Zuid.
Op 18 april 2023 werd bekend dat Keolis Nederland de tender voor de treindienst op deze lijn had gewonnen. Op 10 december 2023 werden de treindienst, treinstellen en het personeel overgenomen door Keolis onder de merknaam RRReis. Vanaf het voorjaar van 2025 worden de treinstellen voorzien van een nieuwe kleurstelling en een vernieuwd interieur. Doordat hierdoor steeds een treinstel minder beschikbaar is rijdt vanaf 6 mei 2025 het van een particuliere stichting gehuurde Mat 64 treinstel 904 en ingedeeld op ritten 31409/31410 en 31413/31414 tussen Amersfoort Centraal en Barneveld Zuid.

### Dienstuitvoering
Sinds 12 december 2021 was de Valleilijn voorzien van een lijnnummer: RS34. Dit werd toegepast op beide treinseries.
| Serie       | Treinsoort        | Route                                                                     | Bijzonderheden                   |
| ----------- | ----------------- | ------------------------------------------------------------------------- | -------------------------------- |
| 31300 RS 34 | Sprinter (Keolis) | Amersfoort Centraal – Barneveld Centrum – Barneveld Zuid – Ede-Wageningen | Onderdeel van de formule RRReis. |
| 31400 RS 34 | Sprinter (Keolis) | Amersfoort Centraal – Barneveld Centrum – Barneveld Zuid                  | Onderdeel van de formule RRReis. |

Tussen Amersfoort en Barneveld Zuid reden van maandag tot en met zaterdag overdag vier treinen per uur. 's Avonds en op zondag reden er twee treinen per uur. Tussen Barneveld Zuid en Ede-Wageningen reden twee treinen per uur.

### Motie capaciteitsuitbreiding
De Valleilijn was onderwerp van een motie van Arie Slob (ChristenUnie) en Jeroen Dijsselbloem (PvdA), die op 17 december 2010 in de Tweede Kamer werd aangenomen. In deze motie werd opgeroepen onderzoek te doen naar capaciteitsuitbreiding op de sporen tussen Barneveld en Ede-Wageningen, zodat reizigers bij spoorcalamiteiten ook via een andere weg hun reis zouden kunnen vervolgen. Aanleiding van deze motie was een brand in de verkeersleidingspost van ProRail op station Utrecht Centraal eind 2010, die leidde tot chaos op het spoor waarbij er geen mogelijkheden waren om dit station te ontwijken. Door tussen Ede-Wageningen en Barneveld, net als tussen Barneveld en Amersfoort, met een kwartierdienst te rijden zou dat voortaan kunnen worden voorkomen.
In augustus 2011 besloot Melanie Schultz van Haegen, destijds de minister van Infrastructuur en Milieu, om tussen Barneveld en Ede-Wageningen geen kwartierdienst in te voeren, omdat ze de kosten (120 miljoen euro, waarvan 90 miljoen voor maatregelen tegen geluidsoverlast en voor de veiligheid) te hoog vond in verhouding tot het aantal reizigers en omdat er praktische bezwaren kleven aan de verdubbeling van de sporen die daarvoor nodig zou zijn.

### Besluit capaciteitsuitbreiding
Het was aan de provincie Gelderland een besluit te nemen over de realisatie van de kwartierdienst op de hele Valleilijn. ProRail voerde hiervoor eerst nog een planstudie uit naar de mogelijke gevolgen voor de omgeving en de financierbaarheid van deze kwartierdienst. De Gedeputeerde Staten in Gelderland schreven in maart 2017 in een brief aan de Provinciale Staten dat de beslissing hierdoor niet in 2017 maar in 2018 zou vallen. Nadat de studie van ProRail duidelijk maakte dat de kwartierdienst zeker 30 miljoen euro zou kosten, wat ver boven de gereserveerde budgetten lag, besloot de provincie Gelderland in maart 2019 dat de capaciteitsuitbreiding er niet kwam.

### Geldigheid NS-abonnementen
In de trein van Connexxion waren de NS-abonnementen Dal Voordeel, Dal Vrij, Altijd Voordeel en Weekend Vrij sinds 1 januari 2012 ook geldig.

## Bus (2006-2020)
Bussen vielen sinds december 2020 niet meer onder de naam Valleilijn.
Op een aantal delen van het traject Ede - Wageningen werd op busstroken gereden. Alle bushaltes langs dit traject waren opgewaardeerd conform de eisen die de provincie aan HOV-haltes stelde. Bij station Ede-Wageningen was een bushalte aangelegd aan de zuidzijde van het station, waardoor de bus niet meer via de tunnel onder het spoor om hoefde te rijden naar het busstation aan de noordzijde.
Nadat in de eerste weken bleek dat de beoogde dienstregeling in de praktijk niet haalbaar was, werd de dienstregeling met ingang van 7 januari 2007 aangepast. In de ochtend- en avondspits reden de bussen elke tien minuten, daarbuiten, op zaterdag en op zondagmiddag en -avond elk kwartier en op zondagochtend elk half uur.
De busdienst werd tot 12 december 2010 als lijn 88 gereden door Veolia Transport Veluwe (begonnen onder de naam BBA). Sinds die datum werd Syntus, onder de naam Syntus Gelderland, de concessiehouder van het busvervoer in de Gelderse Vallei en op de Veluwe. Veolia reed hier met zeven nieuwe gelede MAN-lagevloerbussen die rijden op aardgas, een relatief milieuvriendelijke brandstof. Deze bussen werden voor twee jaar door Syntus Gelderland van de leasemaatschappij overgenomen.
Syntus reed sinds 13 juni 2011 met 7 Mercedes-Benz Citaro gelede aardgasbussen op deze lijn. In 2009 vervoerde de lijn zo'n 4500 reizigers per werkdag. In 2015 werd de lijn opgedeeld in lijn 88 (oude route) en lijn 84 welke over de busbaan van de Wageningse Campus reed. Sinds 2017 werd met 8 bussen gereden met in de spits elke 7,5 minuut een bus. Het aantal instappers per dag bedroeg circa 6000.
Op 2 september 2019 werd spitslijn 184 gecreëerd die in de ochtendspits elk kwartier direct van station Ede-Wageningen naar de universiteitscampus in Wageningen ging rijden. De firma Van Kooten Reizen voerde deze diensten in opdracht van Syntus uit met 3 bussen van het type MAN Lion's City, welke waren overgenomen uit de afgelopen concessie Haaglanden Streek.
Op 13 december 2020 veranderde de dienstregeling en het lijnnummer. Dit werd C3 (per 11 december 2022 gewijzigd naar 303) van RRReis. De tekst Valleilijn kwam op de bus te vervallen. De voertuigen waren naar het kleurenschema van RRReis gekleurd in wit met een paars/blauw/groen kleurenverloop. De bussen hadden de tekst ''comfortRRReis" op de zijkant. De routes van lijn 84 en 88 werden behouden en via de tekst op de bus werd aangegeven of de bus via de Campus of via de Nijenoord Allee (Hoevestein) reed.

## Galerij

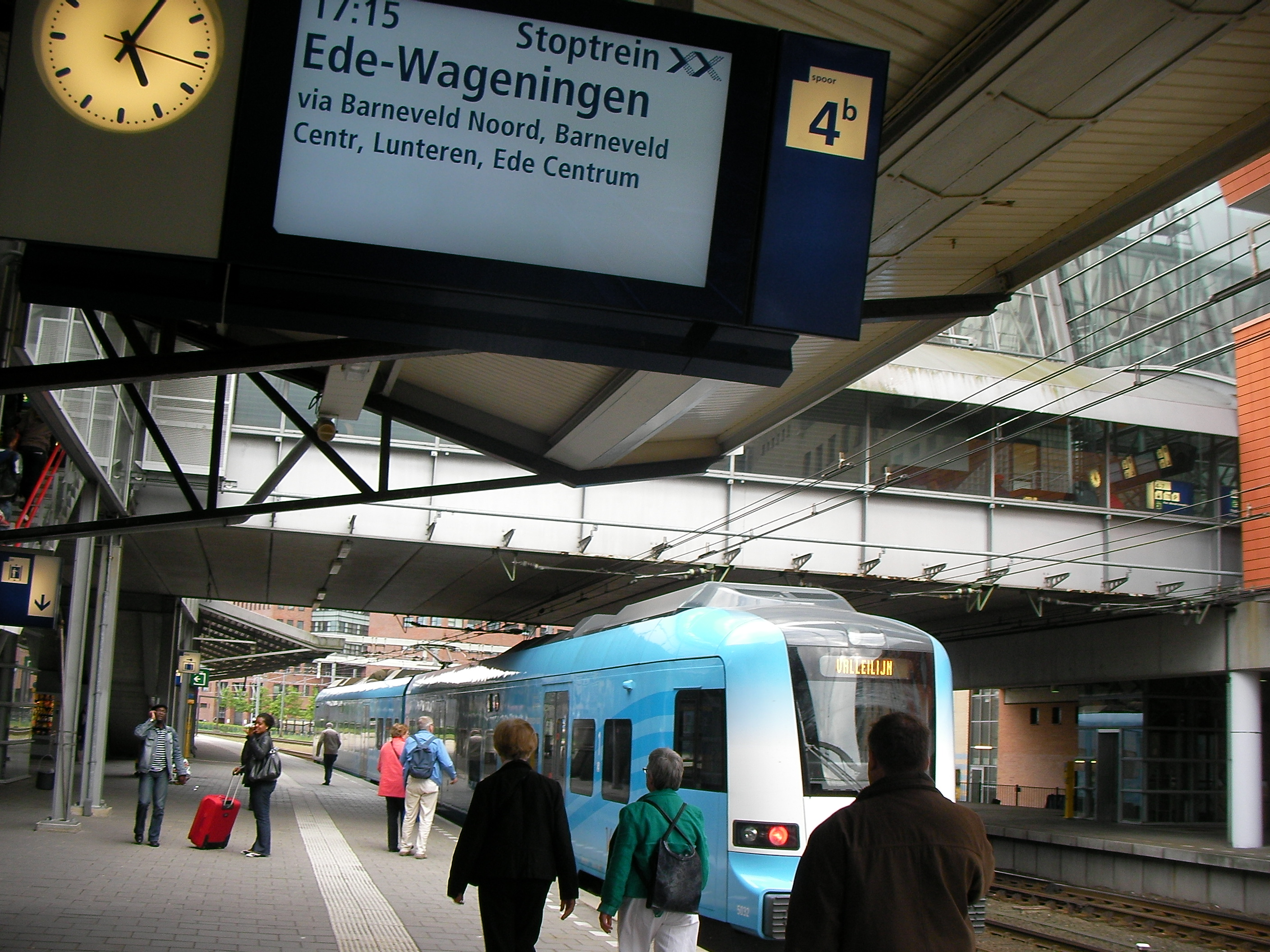
Op station Amersfoort
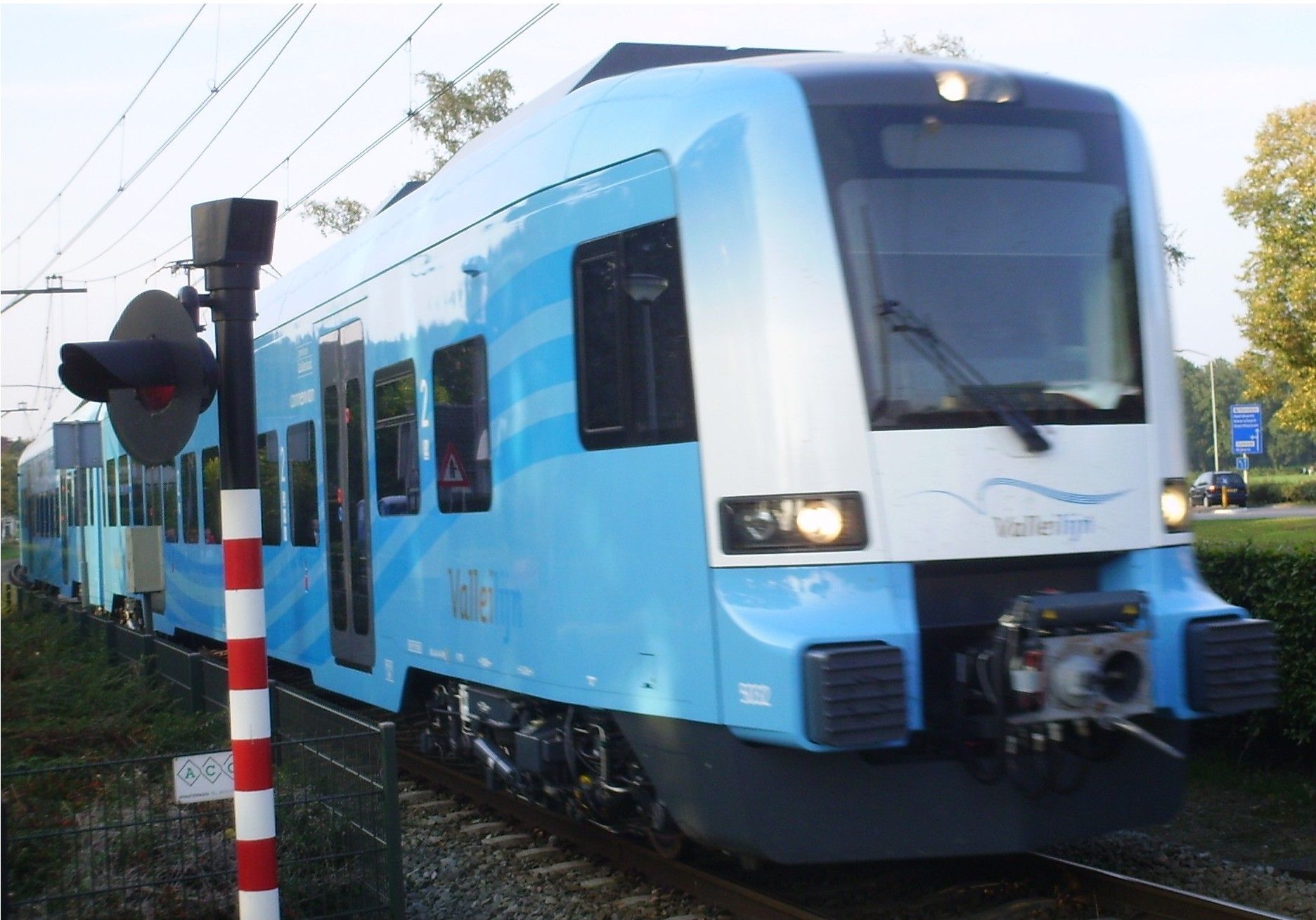
Protos spoormaterieel in Barneveld
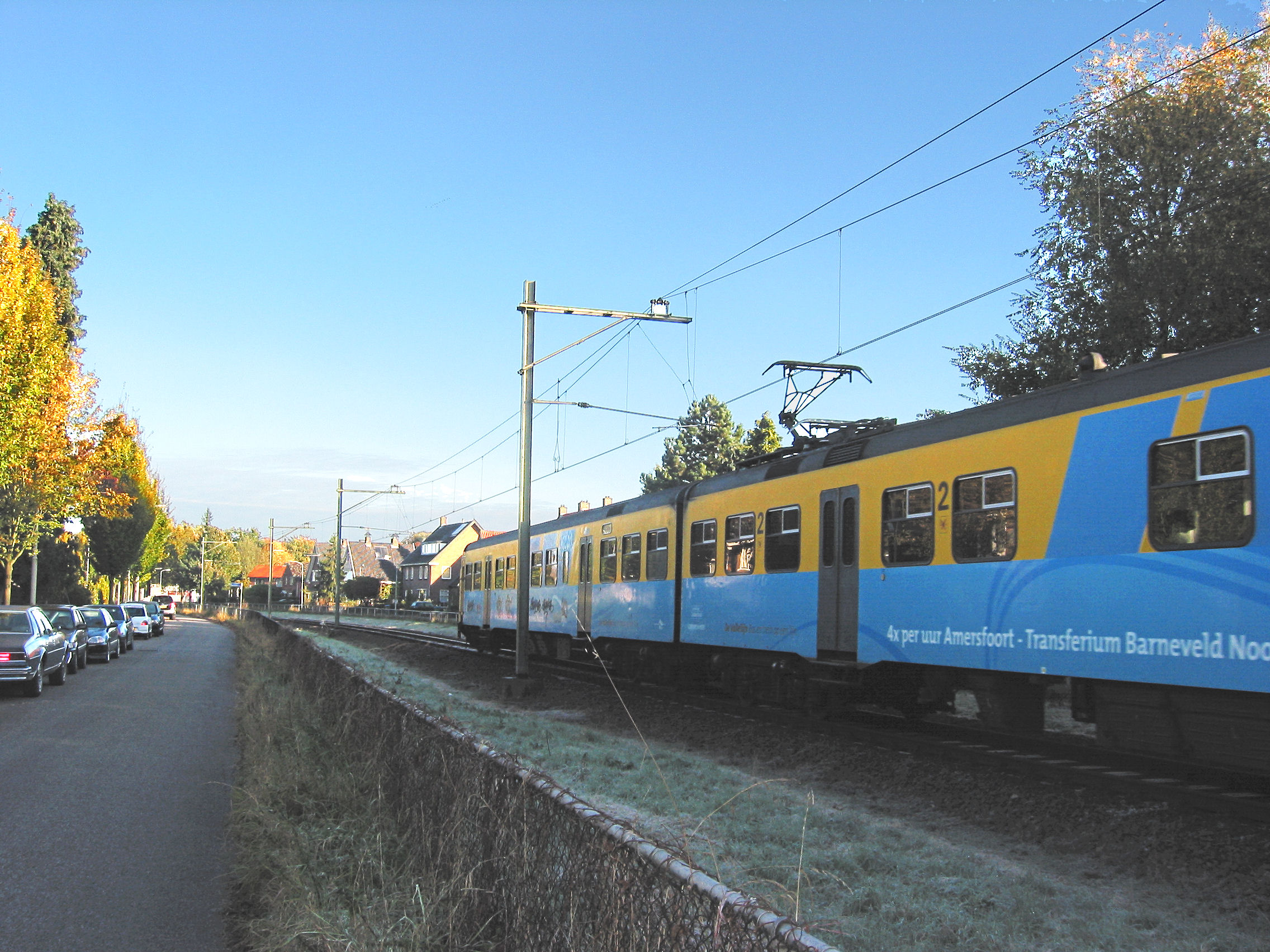
Plan V-treinstel in Ede
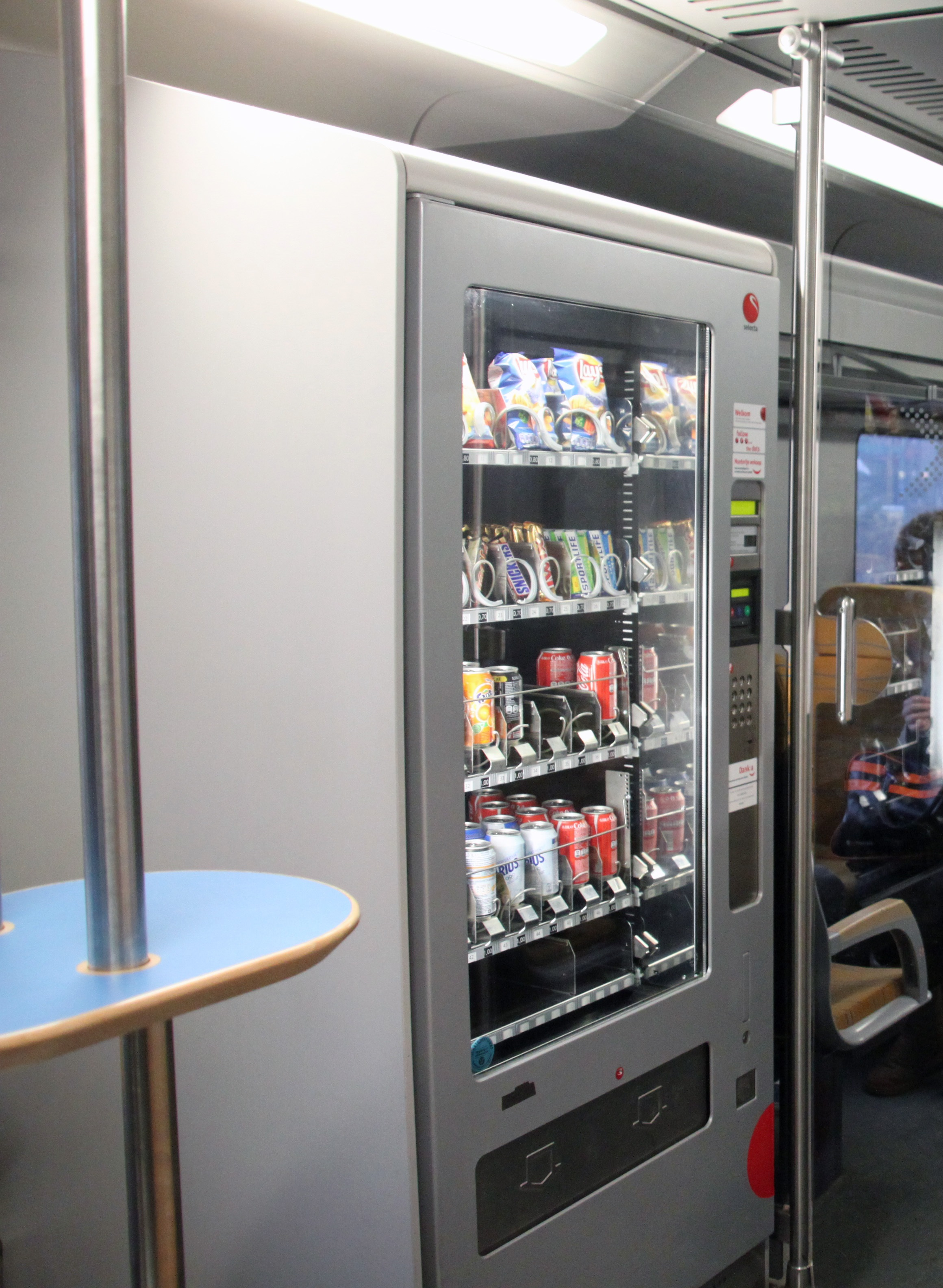
Een snoepautomaat op de Valleilijntrein
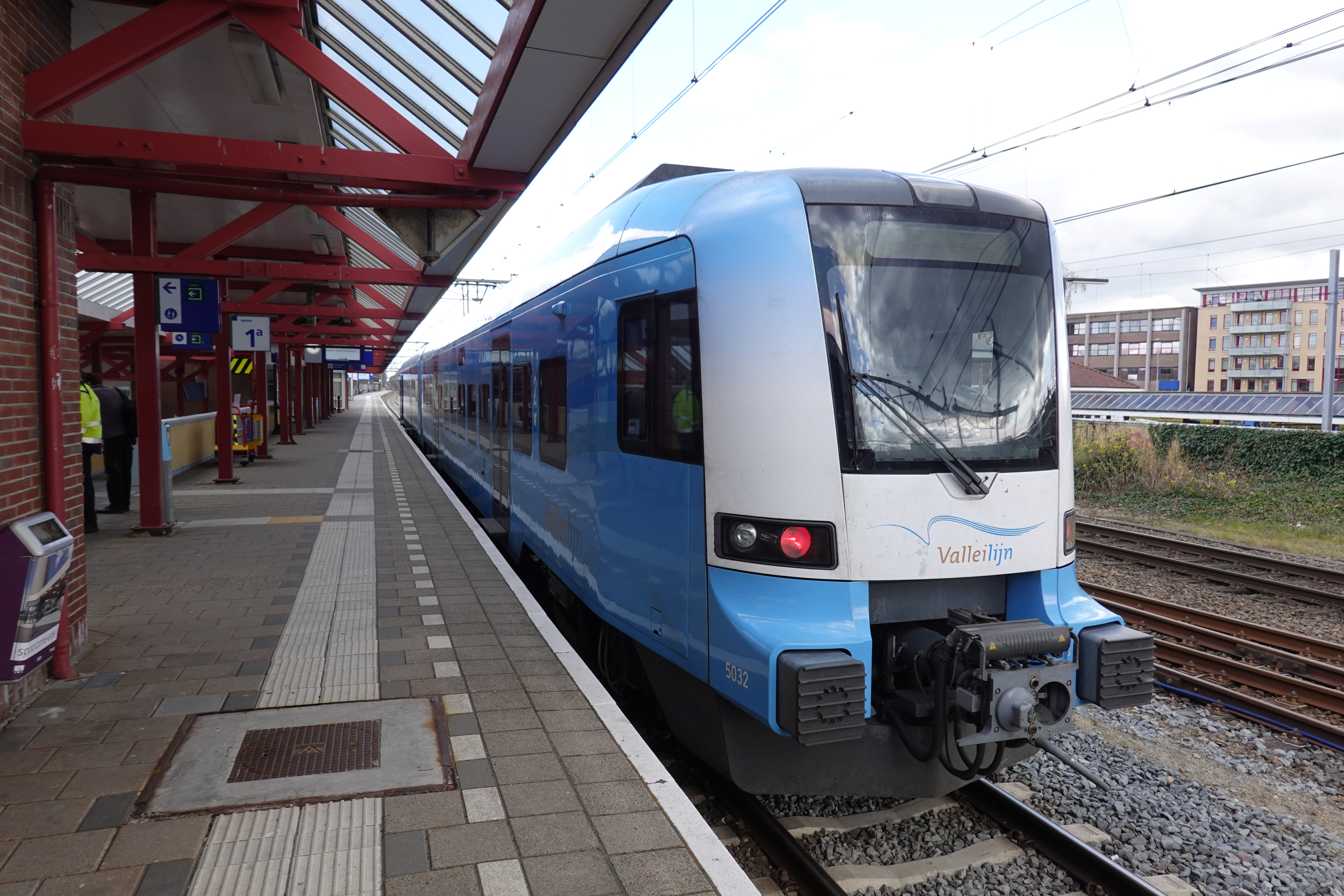
Op station Ede-Wageningen
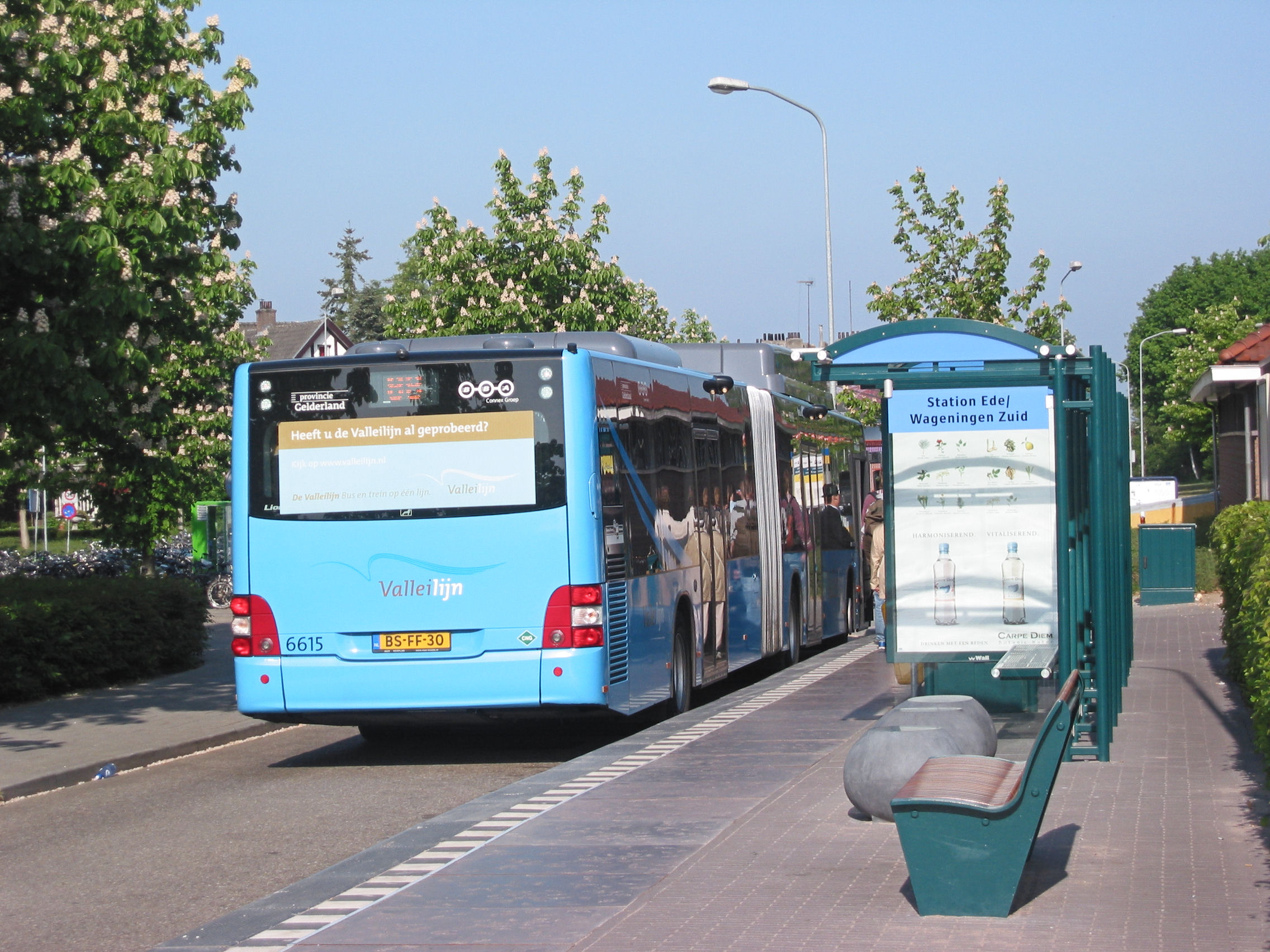
Bushalte op de Valleilijn te Ede-Wageningen
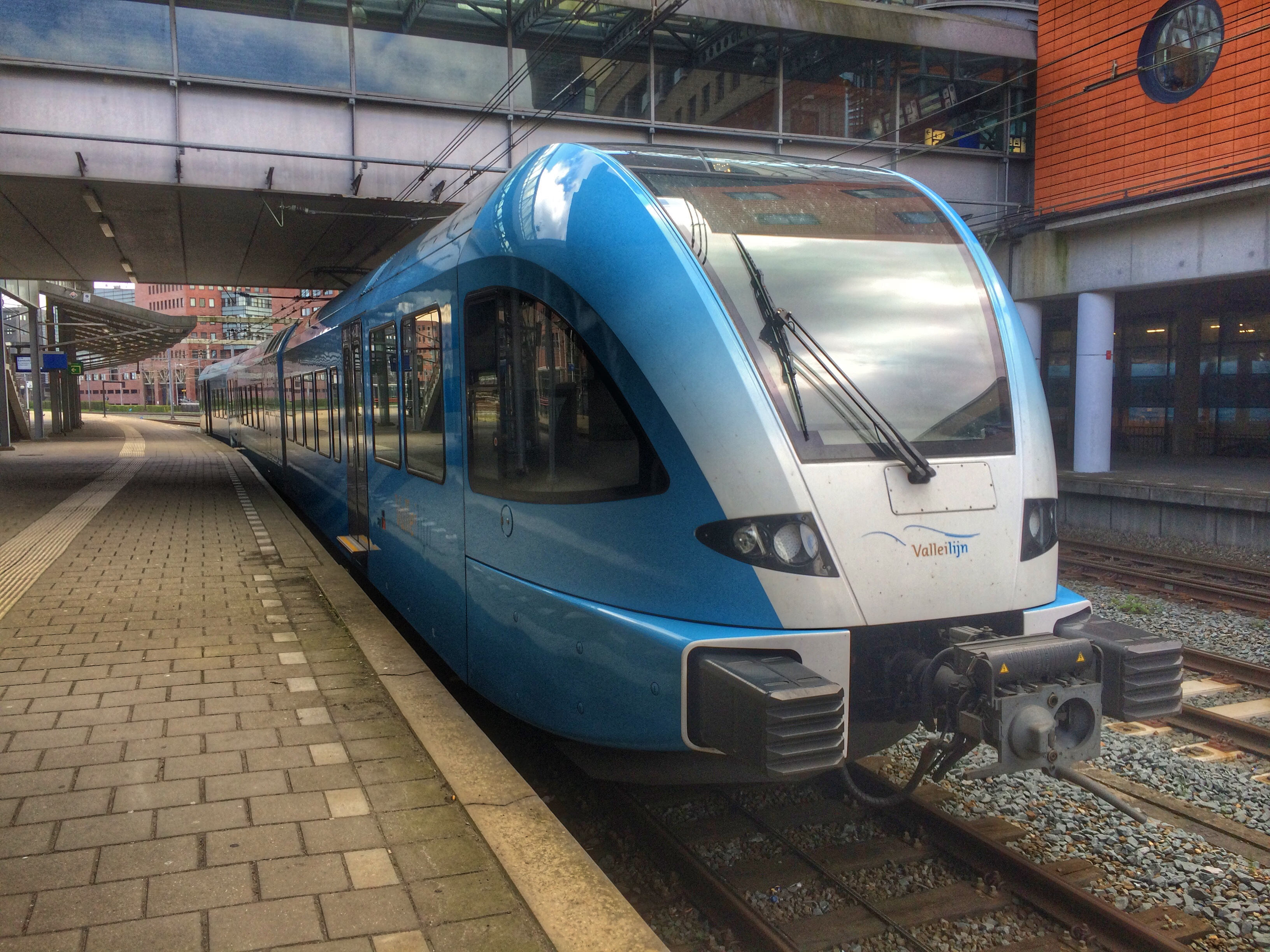
Het enige GTW-treinstel dat dienst deed op de Valleilijn te Amersfoort
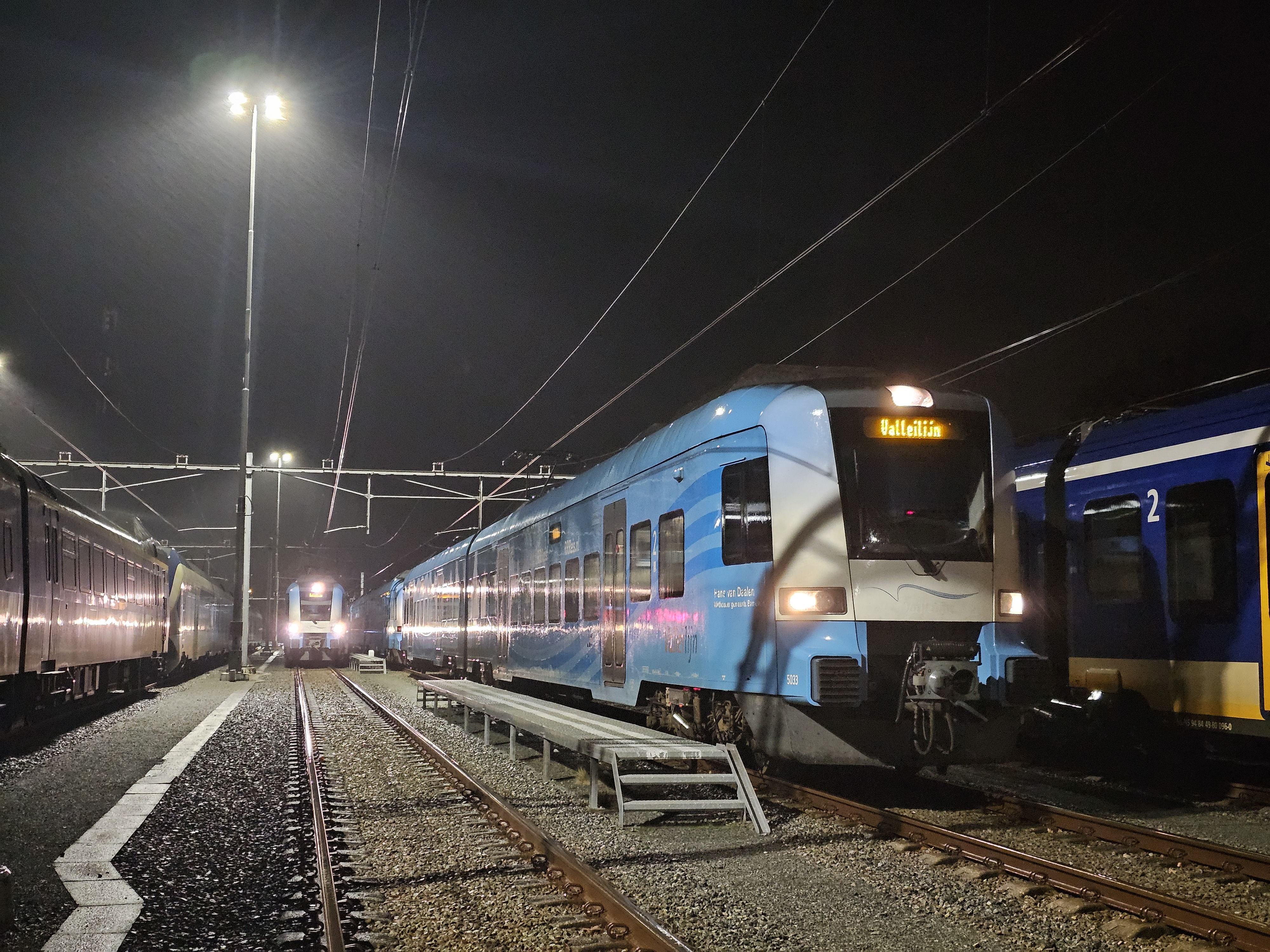
De laatste trein onder de vlag van Connexxion.

0: Amersfoort Centraal ·
6: Hoevelaken ·
16: Barneveld Noord ·
19: Barneveld Centrum ·
21: Barneveld Zuid ·
26: Lunteren ·
32: Ede Centrum ·
34: Ede-Wageningen